# Ananino (rejon kiczmiengsko-gorodiecki)
Ananino (ros. Ананино) – wieś w Rosji, w rejonie kiczmiengsko-gorodieckim obwodu wołogodzkiego. W 2010 r. liczyła 406 mieszkańców.